# Rut Bryk

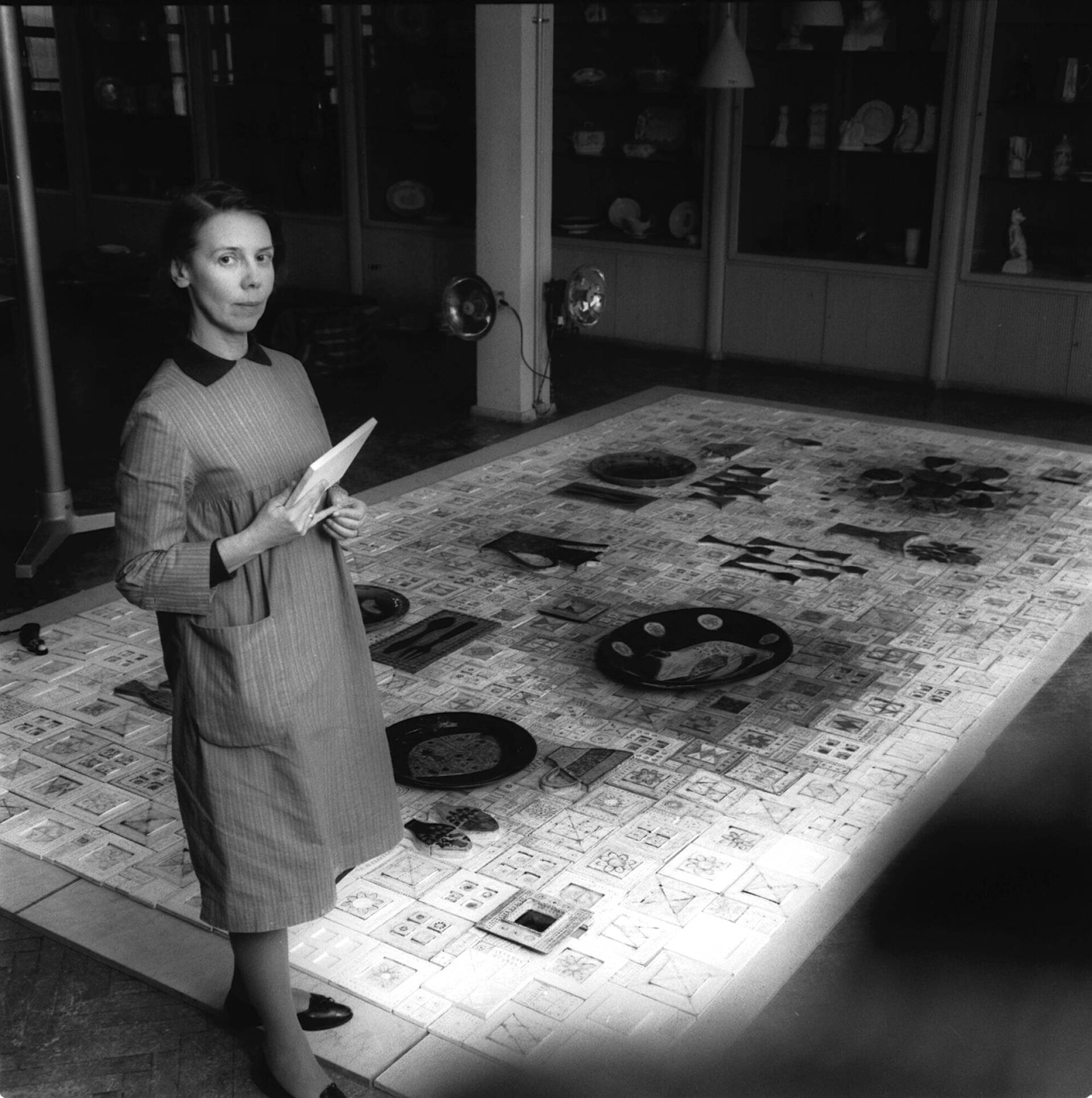
Rut Bryk in 1961

Linnea Rut Wirkkala-Bryk (Stockholm, 18 oktober 1916 - Helsinki, 14 november 1999), bekend als Rut Bryk, was een Finse kunstenares en vormgeefster, die wordt beschouwd als een belangrijke vernieuwer van de moderne Finse keramische kunst. 

## Loopbaan
Rut Bryk groeide op in Karelië. Haar ouders waren Felix Bryk, een Oostenrijkse schrijver en entomoloog, en de Finse Aino Mäkinen. Ze wilde architectuur studeren, maar haar ouders vonden dat niet geschikt voor een meisje. Bryk studeerde in 1936-1939 aan de School voor kunst en design in Helsinki. Ze kwam in 1942 op uitnodiging van Kurt Ekholm in dienst bij de keramische fabriek Arabia in Helsinki, waar ze tot 1991 bleef werken. Ze deelde in de beginjaren een atelier met Birger Kaipiainen, die grote invloed uitoefende op haar vroege werk. Dat omvat grafische ontwerpen voor wenskaarten en boekomslagen, evenals keramische objecten, zoals kleurrijke dozen, asbakken en sieraden. Haar figuratieve kunst was verhalend, poëtisch en gloeiend van kleur.
Vanaf de jaren zestig begon ze te werken op tegels, waarmee haar werk een nieuwe fase inging. Ze werd beroemd om haar abstracte, sculpturaal uitgevoerde muurdecoraties in keramiek, opgebouwd uit duizenden tegels. Het kleurgebruik is zeer uitgekiend en het stadsleven is een terugkerend thema. Haar bekendste werken zijn Kaupunki auringossa ("De stad in de zon") uit 1975 in de benedentrap van het stadhuis van Helsinki en het zevendelige muurreliëf Jäävirta ("IJsstroom") in Mäntyniemi, de residentie van de Finse president, uit 1987-1991. 
Ze ontwierp in de jaren zestig ook Seita-textiel voor Vaasa Cotton en Finlayson en behang voor Pihlgren en Ritola. Ze maakte ook de decoraties van de serviezen Winterreise en Cumulus van haar echtgenoot Tapio Wirkkala (niet voor Arabia).
Bryk kreeg in 1962 de Pro Finlandia-medaille en in 1974 de Finse staatsprijs voor design, in 1982 gevolgd door de Orde van de Witte Roos. In 1994 kreeg ze een eredoctoraat van de Universiteit van Helsinki. 
Rut Bryk trouwde in 1945 met de vooraanstaande ontwerper en beeldhouwer Tapio Wirkkala (1915-1985). Ze liggen samen begraven op de Hietaniemibegraafplaats in Helsinki. Hun zoon Sami Wirkkala (1948) en dochter Maaria Wirkkala (1954) zijn ook bekende Finse kunstenaars.